# William Snow Harris
Pour les articles homonymes, voir William Harris et Harris.
William Snow Harris, (1er avril 1791-22 juin 1867), est un inventeur britannique.

## Biographie
Harris naît à Plymouth, descendant d'une vieille famille d'avoué de cette ville. Il étudie d'abord à Plymouth puis la médecine à Édimbourg. Il s'établit comme chirurgien dans sa ville natale. Il se fait connaître en 1820 avec un système de paratonnerre adapté aux navires dans l'intention de protéger les bâtiments de la Royal Navy des effets de la foudre en incluant des bandes de cuivres dans les mats et en prolongeant ses bandes jusque dans la coque des navires, le système qu'il préconise mettra près de 30 ans à être adopté. C'est par cette invention qu'il est généralement connu de nos jours.
Après son mariage en 1824 il décide d'abandonner la médecine, sa profession interfère trop avec ses recherches sur l'électricité. Il écrit une série d'articles publiées dans les Transactions of the Royal Society of Edinburgh et dans les Philosophical Transactions. Harris, alors membre de la Royal Society of Edinburgh et de la Royal Society reçoit la médaille Copley en 1835 pour « ses investigations sur la force de l'électricité à haute intensité ».
Dans le même temps où il conduit ses recherches, Harris tente de faire adopter la protection contre la foudre qu'il a inventé en 1820. Des officiers pensent que son système fait plus de mal que de bien, en attirant la foudre sur les structures censées être protégés par ce type de paratonnerre. Une commission mixte de scientifiques et d'officiers de marine est créé pour étudier le problème, malgré ses recommandations d'adopter ce système des oppositions restent. Harris écrit Thunder Storms  en 1843 et publie de nombreux rapports sur des bateaux frappés par la foudre pour en démontrer le danger. Ce n'est qu'en 1845 que le système est largement accepté, d'abord en Russie puis en Grande-Bretagne.
L'inspiration scientifique d'Harris provient de scientifiques comme Volta, il reste attaché à l'ancienne école scientifique et le principal de ses travaux concerne l'électricité obtenu par friction. Certains de ses travaux ne prennent pas en compte les avancées les plus récentes et il échoue à apporter des résultats théoriques nouveaux.

## Livres
- William Snow Harris, Leçons élémentaires d'électricité ou exposition concise des principes généraux de l'électricité et de ses applications, traduites et annotées par E. Garnault, Librairie Centrale des Sciences, Leiber et Commelin Éditeurs, Paris, 1857.